# Lacandón
Lacandón är en ort i Mexiko.   Den ligger i kommunen Ocosingo och delstaten Chiapas, i den sydöstra delen av landet, 800 km öster om huvudstaden Mexico City. Lacandón ligger 803 meter över havet och antalet invånare är 1 062.
Terrängen runt Lacandón är kuperad. Runt Lacandón är det glesbefolkat, med 16 invånare per kvadratkilometer. Närmaste större samhälle är Cristóbal Colón, 19,3 km norr om Lacandón. I omgivningarna runt Lacandón växer i huvudsak städsegrön lövskog.